# Kazimierz Dymel
Kazimierz Dymel (ur. 4 marca 1943 w Chełmie, zm. 7 września 2005 w Lublinie) – polski dziennikarz, pisarz. Absolwent wydziału filologii polskiej Uniwersytetu Marii Curie-Skłodowskiej w Lublinie (1965). Do 1971 roku redaktor dwutygodnika „Głos Budowlanych”, w latach 1971–1981 dziennikarz rozgłośni Polskiego Radia w Lublinie, reportażysta, laureat wielu krajowych i międzynarodowych konkursów radiowych. Do najbardziej znanych utworów jego autorstwa należą: „Wiejskie wesele”, „Święto narodzin”, „Usłyszałem krzyk życia”, „Jedna jest tylko synogarlica moja, czyli Marii i Jerzego Kuncewiczów sztuka życia”, „Po tamtej stronie taśmy”.

## Książki
- „Jedna jest tylko synogarlica moja, czyli Marii i Jerzego Kuncewiczów sztuka życia” (1994)
- „Skąd ten blask profesorze Sedlak”? (1988)
- „Tako rzecze Sedlak” (1990)
- „Nicolae Wielki-Spowiedź szarej eminencji Ceausescu” (1990)[1]